# Metania reticulata
Metania reticulata är en svampdjursart som först beskrevs av James Scott Bowerbank 1863.  Metania reticulata ingår i släktet Metania och familjen Metaniidae. Inga underarter finns listade i Catalogue of Life.